# Rohne (Schleife)
Rohne (górnołuż. Rowno) – dzielnica gminy Schleife w Niemczech, położona w kraju związkowym Saksonia, w okręgu administracyjnym Drezno, w powiecie Görlitz, w gminie Schleife, nad rzeką Struga.

## Historia

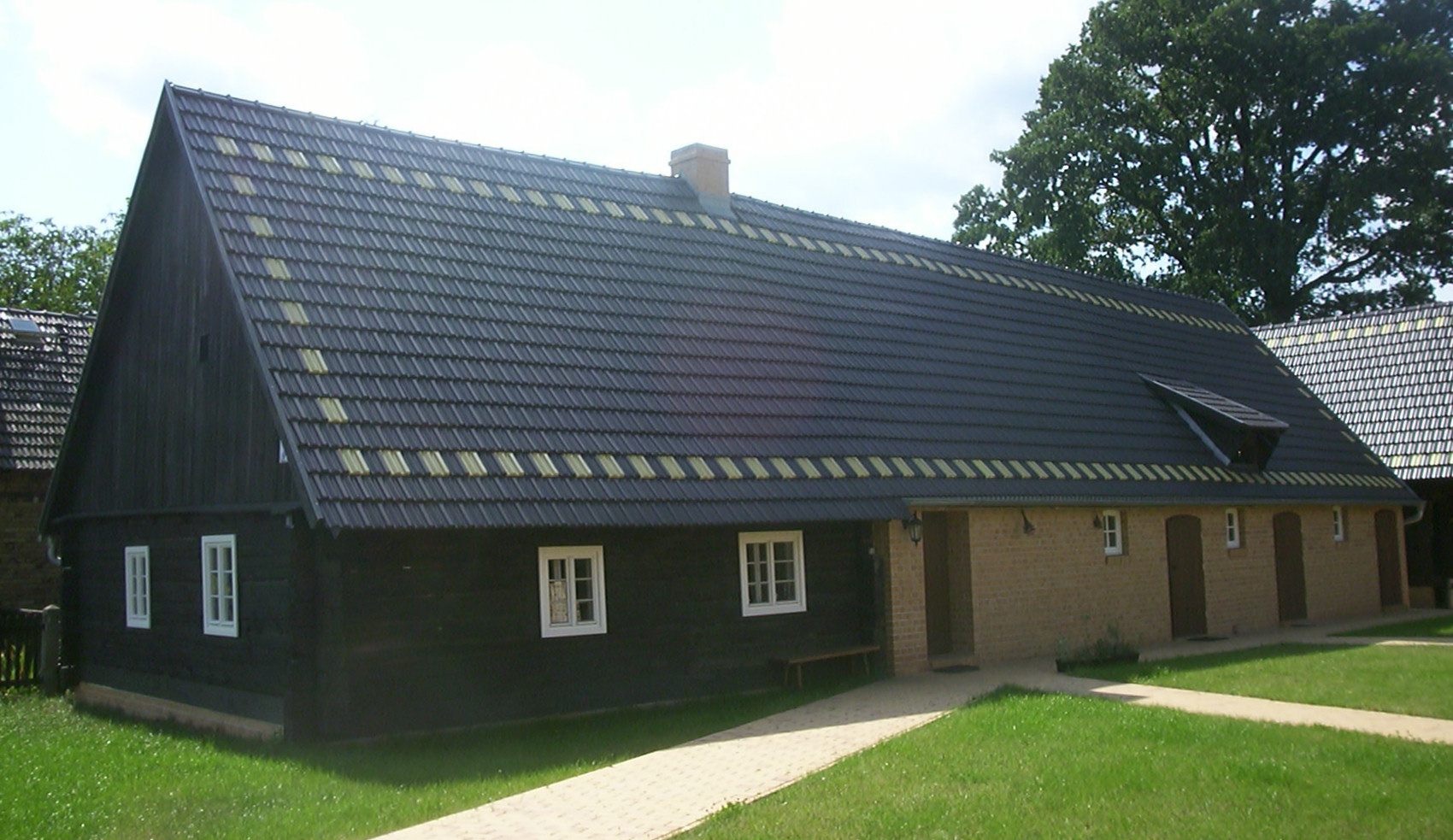
Rowno, dom rodzinny-muzeum łużyckiego pisarza ludowego Hanza Njepili

Rohne pojawia się pierwszy raz w 1597.
W latach 1952–1994 miejscowość administracyjnie należała do Powiatu Weißwasser i do 31 lipca 2008 w Niederschlesischer Oberlausitzkreis.

## Demografia
| rok  | liczba ludności |
| ---- | --------------- |
| 1782 | 145             |
| 1825 | 227             |
| 1895 | 434             |
| 1910 | 558             |
| 1925 | 608             |
| 1935 | 681             |
| 1939 | 758             |
| 1946 | 806             |
| 1996 | 664             |
| 2007 | 553             |